# Guihulngan
Guihulngan est une localité de la province du Negros oriental, aux Philippines. En 2015, elle compte 95 969 habitants.